# Tredje San Ildefonso-traktat
Den Tredje San Ildefonso-Traktat, der bar den formelle titel: Foreløbig og hemmelig traktat mellem Den Franske Republik og Hans Katolske Majestæt, Kongen af Spanien om Ophøjelse af Hans Kongelige højhed, Barnehertugen af Parma i Italien og Tilbagegivelsen af Louisiana), var en hemmelig traktat forhandlet mellem Frankrig og Spanien, der gik ud på, at Spanien skulle tilbagegive Louisiana-territoriet til Frankrig. Traktatforhandlingerne blev afsluttet den 1. oktober 1800 af Louis Alexandre Berthier, der repræsenterede Frankrig og Don Mariano Luis de Urqiujo, der var Spaniens repræsentant. 
Traktaten blev forhandlet mere eller mindre under tvang, da Spanien blev presset af Napoleon. Traktaten, der senere kom til at danne grundlag for Frankrigs salg af Louisiana-territoriet til USA, fastlagde ingen specifikke grænser for det område, der blev tilbagegivet. Dette skulle senere komme til at skabe konflikt mellem USA og Spanien efter Louisiana-købet.

## Eksterne links
- Avalon Projektet – Traktatens Tekst Arkiveret 15. december 2007 hos  Wayback Machine